# Casearia gossypiosperma
Casearia gossypiosperma Briq. – gatunek rośliny z rodziny wierzbowatych (Salicaceae Mirb.). Występuje naturalnie w Peru, Brazylii (w stanach Acre, Amazonas, Pará, Rondônia, Bahia, Goiás, Mato Grosso do Sul, Mato Grosso, Minas Gerais, Rio de Janeiro, São Paulo i Parana), Boliwii, Paragwaju oraz Argentynie. 

## Morfologia
PokrójZrzucające liście drzewo dorastające do 15 m wysokości.
LiścieBlaszka liściowa ma kształt od eliptycznego do owalnego lub podługowatego. Mierzy 4–12 cm długości, jest piłkowana na brzegu, ma klinową nasadę i ostry wierzchołek. Ogonek liściowy jest nagi.
KwiatySą zebrane w pęczki, rozwijają się w kątach pędów. Mają 5 działek kielicha o owalnym kształcie. Kwiaty mają 10 pręcików.
OwoceMają kulistawy kształt i osiągają 4 mm średnicy.